# Beverly Hills Cop II
Beverly Hills Cop II es una película de acción y comedia del año 1987 y la continuación de Beverly Hills Cop de 1984. De director ejecutó Tony Scott. Los productores al igual que en su primera parte fueron Don Simpson y Jerry Bruckheimer.

## Argumento
Dos años después de haber detenido a Victor Maitland, el capitán de la Policía de Beverly Hills Andrew Bogomil, el detective Billy Rosewood y el sargento John Taggart están están investigando una serie de robos de alto valor llamados los Crímenes Alfabéticos. En cada escena del crimen se deja una letra encriptada marcada con un carácter alfabético distintivo de cada atraco. Para complicar las cosas, está el nuevo estado político del Departamento de Policía de Beverly Hills dirigido por el egoísta, incompetente y verbalmente abusivo nuevo jefe de policía Harold Lutz, quien suspende a Bogomil en represalia por el contacto de Rosewood con el FBI en busca de ayuda, utilizando las ambiciones políticas del alcalde Ted Egan como excusa. Lutz también castiga a Rosewood y Taggart degradándolos a tareas de tráfico. En su camino a casa, Bogomil es atraído a una trampa por la despiadada secuaz Karla Fry, la principal ejecutora del cerebro Maxwell Dent y queda con heridas de bala casi fatales y una letra marcada con una "B".
Al enterarse del ataque de Bogomil a un informe de noticias, el detective del Departamento de Policía de Detroit Axel Foley, viaja a Beverly Hills para investigar quién atacó a Bogomil y por qué. Tras revisar casquillos de bala modificados por expertos del robo de la joyería "A", Axel investiga un club de tiro local donde descubre que se fabricaron casquillos similares para el gerente del club, Charles Cain. Furioso porque Cain utilizó armas que podrían rastrearse hasta el club, Dent, que es su jefe, le ordena a Cain que mate a Axel.
El intento de asesinato de los hombres de Cain fracasa, pero Axel recupera una caja de cerillas, de la que recupera la huella dactilar de Cain, y entra en el club de tiro por la noche, donde encuentra un conjunto de coordenadas. Las coordenadas llevan a Axel, Rosewood y Taggart al depósito de la ciudad, el crimen "C" y "D". Frustran con éxito el robo y persiguen el vehículo blindado de los perpetradores por Beverly Hills en un camión hormigonera, causando grandes cantidades de daños colaterales. Aunque pierden el camión, Axel, Rosewood y Taggart rastrean el vehículo de escape hasta la Mansión Playboy y se infiltran en ella, enfrentándose a Karla y Dent.
Axel se entera por el contador de Dent, Sidney Bernstein, que Dent y Karla planean abandonar el país rumbo a Costa Rica, mientras que la hija de Bogomil, Jan, descubre que las empresas de Dent tienen problemas financieros y que ha permitido que caduque el seguro de todas ellas, excepto el de su pista de carreras, Empyrean Fields. Al descifrar la letra "D", Axel se entera de que está firmada por Carlos y se da cuenta de que Dent está incriminando a Caín por los crímenes. Karla y sus hombres roban la pista de carreras y matan a Caín. Lutz anuncia públicamente que se han resuelto los Crímenes del Alfabeto, pero Axel nota barro rojo en los establos, idéntico a los rastros que encontró en las zapatillas de correr de Bogomil. Esto lo lleva a él, Taggart y Rosewood al campo petrolífero de Dent, donde Dent está usando los $10 millones recaudados de sus crímenes para comprar armas al traficante de armas Nikos Thomopolis.
Axel, Rosewood y Taggart se involucran en un tiroteo y logran destruir los camiones que transportan los envíos con explosivos. Dent se enfrenta a Axel en el almacén, pero Axel se distrae con uno de los secuaces de Dent en el techo sobre él, por lo que Dent se escapa. Luego, Dent se estrella contra la pared con su auto y Axel lo mata disparándole a través del parabrisas. El auto golpea a Axel y baja una colina, estallando en llamas. Karla aparece y está a punto de matarlo, pero Taggart le dispara y lo mata.
Justo cuando los últimos criminales están a punto de huir, llega la policía de refuerzo y aprehende a Thomopolis y al resto de la pandilla de Dent. Lutz y el alcalde Egan también llegan; Lutz está furioso con Rosewood y Taggart por su insubordinación, pero la pareja se enfrenta a él y demuestra que Dent era el verdadero Bandido del Alfabeto y que sus crímenes estaban relacionados con el tráfico de armas. También convencen al alcalde Egan de la incompetencia de Lutz, lo que llevó al alcalde a despedirlo por poner en peligro la investigación y su actitud abusiva hacia sus oficiales. El alcalde Egan también despide al asistente de Lutz, Biddle, por no hablar en contra de Lutz y agradece al trío por resolver el caso.
Después de su recuperación, Bogomil es elegido para convertirse en el nuevo jefe de policía. Mientras Axel se prepara para regresar a Detroit, el alcalde Egan llama al inspector superior de Axel, Todd, para agradecerle por la ayuda de Axel, lo que llevó a Todd a regañarlo por teléfono y ordenarle que regrese a Detroit para su verdadero trabajo policial.

## Reparto
| Actor             | Personaje                          |
| ----------------- | ---------------------------------- |
| Eddie Murphy      | Detective Axel Foley               |
| Judge Reinhold    | Detective William "Billy" Rosewood |
| John Ashton       | Detective John Taggert             |
| Jürgen Prochnow   | Maxwell Dent                       |
| Ronny Cox         | Captain Andrew Bogomil             |
| Brigitte Nielsen  | Karla Fry                          |
| Allen Garfield    | Chief Harold Lutz                  |
| Dean Stockwell    | Charles Cain                       |
| Alice Adair       | Jan Bogomil                        |
| Paul Reiser       | Detective Jeffrey Friedman         |
| Paul Guilfoyle    | Nikos Thomopolis                   |
| Robert Ridgely    | Mayor Ted Egan                     |
| Agustín Griguoli  | Jefe de policía                    |
| Gilbert R. Hill   | Inspector Douglas Todd             |
| Gilbert Gottfried | Sidney Bernstein                   |
| Tom Bower         | Russell "Russ" Fielding            |
| Hugh Hefner       | Hugh Hefner                        |

## Recepción

### Taquilla
La producción cinematográfica hizo, igual que la primera película, furor en las taquillas de todo el mundo.

### Crítica
Desson Howe describió la película en el periódico Washington post del 22 de mayo de 1987 como: "Una rareza, una continuación igual de buena como su antecedente o hasta mejor". Roger Ebert en cambio escribió en Chicago Sun-Times del 20 de mayo de 1987 que la película era muy poco graciosa. Según Ebert la figura de Murphy no era simpática, sino arrogante y bruta y el guion se componía de una serie de escenas estándar unidas una tras otra.

## Estrenos
| País                                                                          | Fecha de estreno                   |
| ----------------------------------------------------------------------------- | ---------------------------------- |
| Alemania                                                                      | Jueves 24 de septiembre de 1987    |
| Argentina                                                                     | Jueves 1 de octubre de 1987        |
| Australia                                                                     | Jueves 18 de junio de 1987         |
| Austria                                                                       | Viernes 25 de septiembre de 1987   |
| Bélgica                                                                       | Miércoles 26 de agosto de 1987     |
| Belice · Costa Rica · El Salvador · Guatemala · Honduras · Nicaragua · Panamá | Miércoles 16 de septiembre de 1987 |
| Brasil                                                                        | Jueves 3 de septiembre de 1987     |
| Chile                                                                         | Viernes 13 de noviembre de 1987    |
| Colombia                                                                      | Jueves 12 de noviembre de 1987     |
| Corea del Sur                                                                 | Sábado 30 de septiembre de 1989    |
| Dinamarca                                                                     | Viernes 25 de septiembre de 1987   |
| Ecuador                                                                       | Miércoles 2 de septiembre de 1987  |
| Egipto                                                                        | Martes 9 de febrero de 1988        |
| España                                                                        | Lunes 31 de agosto de 1987         |
| Estados Unidos · Canadá                                                       | Miércoles 20 de mayo de 1987       |
| Filipinas                                                                     | Miércoles 23 de septiembre de 1987 |
| Finlandia                                                                     | Viernes 18 de septiembre de 1987   |
| Francia                                                                       | Miércoles 26 de agosto de 1987     |

| País                 | Fecha de estreno                   |
| -------------------- | ---------------------------------- |
| Grecia               | Jueves 31 de diciembre de 1987     |
| Hong Kong            | Jueves 13 de agosto de 1987        |
| India                | Viernes 11 de noviembre de 1988    |
| Israel               | Jueves 24 de septiembre de 1987    |
| Italia               | Viernes 16 de octubre de 1987      |
| Japón                | Sábado 11 de julio de 1987         |
| Líbano               | Lunes 23 de noviembre de 1987      |
| Malasia              | Jueves 25 de junio de 1987         |
| México               | Viernes 8 de julio de 1988         |
| Noruega              | Jueves 17 de septiembre de 1987    |
| Nueva Zelanda        | Viernes 7 de agosto de 1987        |
| Países Bajos         | Jueves 17 de septiembre de 1987    |
| Perú                 | Jueves 21 de enero de 1988         |
| Portugal             | Jueves 17 de diciembre de 1987     |
| Reino Unido Irlanda  | Viernes 9 de octubre de 1987       |
| República Dominicana | Jueves 12 de noviembre de 1987     |
| Singapur             | Sábado 20 de junio de 1987         |
| Sudáfrica            | Viernes 18 de septiembre de 1987   |
| Suecia               | Viernes 25 de septiembre de 1987   |
| Suiza                | Miércoles 23 de septiembre de 1987 |
| Tailandia            | Sábado 8 de agosto de 1987         |
| Taiwán               | Sábado 22 de agosto de 1987        |
| Turquía              | Viernes 16 de marzo de 1990        |
| Uruguay              | Jueves 22 de octubre de 1987       |
| Venezuela            | Miércoles 7 de octubre de 1987     |

## Premios
El tema Shakedown fue nominado en el año 1988 para los premios de cine Oscar y Golden Globe y ganó el premio de American Society of Composers, Authors and Publishers Award. Otro premio ganó en el mismo año la banda sonora de Harold Faltenmeyer. La película se llevó el premio alemán de "Goldene Leinwand" y George Michael el Premio Golden Raspberry por la canción I Want Your Sex.